# Atractus vertebralis
Atractus vertebralis är en ormart som beskrevs av Boulenger 1904. Atractus vertebralis ingår i släktet Atractus och familjen snokar. Inga underarter finns listade.
Arten förekommer i Peru i regionen Puno. Honor lägger ägg.